# Маунг (язык)
Маунг (мавунг, гун-марунг) — язык австралийских аборигенов, на котором говорят представители одноимённого народа, проживающего на островах Гоулберн в Арафурском море у берегов Северной территории. Входит в состав иватьянской языковой семьи. Обнаруживает сходство с иваитьянским языком (ивайдя) с северного побережья Арнем-Ленда. 
По переписи 2016 года, на маунге говорил 371 человек.

## Фонология
Согласные
|                  | Периферические | Периферические   | Ламинальные  | Апикальные    | Апикальные |
| Губно-губные     | Заднеязычные   | Постальвеолярные | Альвеолярные | Ретрофлексные |            |
| ---------------- | -------------- | ---------------- | ------------ | ------------- | ---------- |
| Взрывные         | p              | k                | tʲ           | t             | ʈ          |
| Носовые          | m              | ŋ                | nʲ           | n             | ɳ          |
| Боковые          |                |                  |              | l             | ɭ          |
| Одноударные      |                |                  |              | ɾ             | ɽ          |
| Щелевые сонорные | w              | ɣ                | j            | ɹ             | ɹ          |

Гласные
|         | Передние | Средние | Задние |
| ------- | -------- | ------- | ------ |
| Верхние | i        |         | u      |
| Средние | ɛ        |         | ɔ      |
| Нижние  |          | a       |        |

Фонология маунга описана Капеллом и Хинчем в 1970 году. Более поздние авторы (Сингер, 2006; Тео, 2007) вместо трёх ротических согласных выделяют только две. В работе Тео отсутствуют одноударные, а у Сингера — одноударные ретрофлексные.